# The Diplomats
The Diplomats, aussi connu sous le nom de Dipset, est un groupe de hip-hop américain, originaire du quartier du Harlem à New York. Le groupe se compose à l'origine des membres Cam'ron, Jim Jones et Freekey Zekey, tous les trois originaires d'Harlem. En 1999, le rappeur Juelz Santana se joint au groupe.
En 2001, après la signature de Cam'ron, le groupe signe un contrat avec les labels Def Jam et Roc-A-Fella Records du rappeur Jay-Z. Ils publient leur premier album, Diplomatic Immunity en 2003. Des tensions et des polémiques se faisant sentir entre Cam'ron et Jay-Z, le groupe coupe les ponts avec son label et signe au label Koch Records, et y publie son second album Diplomatic Immunity 2, en novembre 2004. Séparés à cause de divergences artistiques, le groupe se réunit en 2010 et annonce un nouvel album. En février 2011, ils signent avec Interscope Records, mais Freekey Zekey annonce leur départ du label en 2013.

## Biographie

### Débuts et succès (1997–2006)
Cam'ron, Jim Jones et Freekey Zekey, trois amis d'enfance, forment The Diplomats en 1997. En 1999, ils sont rejoints par Juelz Santana. La première apparition du groupe se fait sur l'album de Cam'ron, S.D.E., en 2000, publié au label Epic Records. Entre 2001 et 2004, le groupe signe un contrat avec le label de Jay-Z, Roc-A-Fella Records, et en 2002, la formation fonde son propre label, Diplomat Records. Parallèlement à la carrière des Diplomats, chacun des membres est sous contrat avec différents labels (E1 Music, Asylum, Def Jam). Le groupe acquiert une certaine notoriété après la publication du troisième album de Cam'rom, Come with Me, en 2002,.
Le premier opus des Diplomats, Diplomatic Immunity, est publié le 11 mars 2003 au label Roc-A-Fella Records. Le double album connaît un succès rapide, se classant à la huitième place du Billboard 200 et est certifié disque d'or, aux États-Unis, par la Recording Industry Association of America (RIAA) deux mois après sa sortie. Entre cet album et le suivant, Diplomatic Immunity 2,  publié le 19 octobre 2004, le groupe accueille de nouveaux membres : Hell Rell, 40 Cal et J.R. Writer.

### Divergences artistiques (2007–2009)
En 2007, 40 Cal. lance Skeme Team, tandis que Freekey Zekey forme 730 Dips et lance un label homonyme 730 Dips Records ; Jim Jones, lui, se joint à un nouveau groupe, ByrdGang. En décembre 2007, Jim Jones déclare, lors d'une interview, qu'il y a de nombreux conflits entre les membres du groupe. En juillet 2008, 40 Cal déclare, de son côté, que, malgré les désaccords dans le groupe, il y aurait de prochaines collaborations entre les membres du groupe.
Dans une entrevue en 2008, Hell Rell explique ne plus être en obligation contractuelle avec Cam'ron ou Jim Jones. Durant l'interview, Juelz parle également de ses relations actuelles avec le groupe, et ne pense pas y retourner. Dans une autre entrevue, il explique avoir l'impression que les autres membres ne lui éprouvent plus aucun intérêt, l'égoïsme étant l'un des points forts du groupe. Il explique également se consacrer beaucoup plus à sa carrière solo. Avant 2009, ces cliques commencent à devenir de vrais gangs. En 2008, Juelz Santana lance le Skull Gang. En 2009, Cam'ron lance un nouveau groupe appelé U.N and Dipset West. En 2008, Hell Rell lance Top Gunnas, et J.R lance Thundabyrdz.

### Réunion (depuis 2010)
En avril 2010, Cam'ron et Jim Jones annoncent la fin de leurs divergences. En juin 2010, la réunion de Dipset commence avec une bande-annonce intitulée Under Construction et un single, Salute, produit par AraabMuzik. La chanson se compose de Jim Jones, Cam'ron et Juelz Santana. Le remix fait participer le nouveau membre des Diplomats, Vado. En octobre 2010, dans une entrevue avec The Source Magazineheadquarters, Freekey Zekey laisse transparaître la possibilité d'une signature avec Interscope Records. En février 2011, The Diplomats signe avec Interscope Records, et révèle un futur album,.
En janvier 2013, Juelz Santana indique la future publication de l'album. Il promet également la venue d'un nouveau single étiqueté Diplomats. Le groupe tient un concert le 25 mars 2013 célébrant le dixième anniversaire de leur album Diplomatic Immunity. Waka Flocka Flame joue à leurs côtés au concert. En mai 2013, Freekey Zekey révèle que le groupe n'est plus signé chez Interscope Records,.
Le 15 mai 2014, The Diplomats se réunit pour un nouveau single produit par Just Blaze et en featuring avec DJ A-Trak, intitulé Dipshits,. Le 1er janvier 2015, le DJ Funkmaster Flex annonce via instagram une nouvelle mixtape du groupe avec Freekey Zeekey.
Le 15 novembre 2017, The Diplomats sortent le single "Once Upon A Time" réunissant Jim Jones et Cam'ron sur une production de Heatmakerz. Ils annoncent dans la foulée sans l'émission Total Request Live sur la chaine MTV la sortie prochaine d'un EP et d'un documentaire.
Le 9 octobre 2018, Jim Jones confirme la sortie d'un nouvel album nommé "Diplomatic Ties" prévu pour Thanksgiving, ainsi qu'un documentaire qui sortira la semaine suivante.

## Discographie

### Albums studio
- 2003 : Diplomatic Immunity
- 2004 : Diplomatic Immunity 2
- 2018 : Diplomatic Ties

### Compilations
- 2005 : More Than Music Vol. 1
- 2006 : The Movement Moves On
- 2007 : More Than Music Vol. 2

## Filmographie
- The Original Harlem Diplomats
- Sippin' on Sizzurp Bonus DVD
- A Day in the Fast Life
- Killa Season
- Eye of the Eagle